# Granica malijsko-mauretańska
Granica malijsko-mauretańska – granica międzypaństwowa pomiędzy Mali i Mauretanią, licząca 2 237 kilometrów długości.
Początek granicy na zachodzie to trójstyk granic Senegalu, Mauretanii i Mali nad rzeką Senegal. Następnie granica biegnie w kierunku północnym opierając się o rzekę Karakoro.
Na południe od Hamoud (MAU) przybiera kierunek południowo-wschodni i dociera do rzeki Kolinbine (m. Tambakara), przybiera tu kierunek północno-wschodni, następnie wschodni, opasuje z trzech stron m. Gogui, potem biegnie linią prostą do m. Med Allah. Na wschód od m. Fassala Néré (MAU) przybiera kierunek północno-wschodni, następnie północno-zachodni i linią prostą przez Saharę dochodzi do równoleżnika 25°N. Tu skręca o 90 stopni i biegnie linią prostą wzdłuż tego równoleżnika do styku granic Mali, Mauretanii i Algierii.
Granica powstała po proklamowaniu niepodległości przez Sudan Francuski 22.09.1960 roku jako Republika Mali. Obecny przebieg granicy istnieje od 1963 roku (traktat w Kayes).
Granica pomiędzy Mauretanią a Sudanem Francuskim (obec. Mali) powstała w 1913 roku w ramach Francuskiej Afryki Zachodniej. Uległa zmianie w 1944 roku (przyłączenie do Mauretanii zachodniej i południowo-zachodniej części Sudanu Francuskiego (obec. mauretańskie regiony Haud asz-Szarki i Haud al-Gharbi)).